# توماس (اسم)
توماس (بالإنجليزية: Thomas)‏ هو اسم علم شخصي مذكر من أصل آرامي ومعناه التوأم، يعتبر الاسم من الأسماء المقدسة عند المسيحيين نسبةً للقديس توما أحد تلامذة المسيح الإثني عشر، ولهذا الاسم أشكال مختلفة مثل توم و تومي وتام وثوم وتوما، وله أشكال أخرى للإناث مثل تامسين وتوماسينا وتوميس وتامي.

## الشخصيات
- توماس إديسون مخترع وفيزيائي أمريكي
- توماس إدوارد لورنس رحالة وضابط عسكري إنجليزي
- توماس جفرسون رئيس أمريكي سابق
- توماس مولر لاعب كرة قدم ألماني
- توماس ترانسترومر شاعر سويدي
- توماس سانكارا سياسي بوركيني
- توماس هاردي شاعر وروائي إنجليزي
- توماس أرنولد مستشرق إنجليزي
- توماس أكيرز رائد فضاء وطيار أمريكي
- توماس أنديرس مغني وملحن ألماني
- توماس ألفريدسون ممثل ومخرج سويدي
- توماس آدامز مخترع وطباخ أمريكي
- توماس إينكفيست لاعب كرة مضرب سويدي
- توماس إيراستوس طبيب ولاهوتي سويسري
- توماس إيكنز رسام ومصور أمريكي
- توماس إيان نيكولاس ممثل أمريكي
- توماس إنفالر حكم كرة قدم نمساوي
- توماس إنيفولدسين لاعب كرة قدم دنماركي
- توما الأكويني لاهوتي وفيلسوف إيطالي
- توماس الصقلبي قائد عسكري بيزنطي
- توماس بين فيلسوف إنجليزي أمريكي
- توماس بالفاي حكم كرة قدم فرنسي
- توماس بيرديتش لاعب كرة مضرب تشيكي
- توماس بينشون روائي أمريكي
- توماس بايز رياضياتي إنجليزي
- توماس بوي حكم كرة قدم مكسيكي
- توماس برنهارد روائي وكاتب مسرحي نمساوي
- توماس باخ موسيقار ألماني
- توماس بارتي لاعب كرة قدم غاني
- توماس بابنجتون ماكولى سياسي ومؤرخ بريطاني
- توماس بولين فارس إنجليزي
- توماس بيرثولد لاعب كرة قدم ألماني
- توماس بيكيت قديس إنجليزي
- توماس بيترسون متسابق دراجات هوائية سويدي
- توماس تشيك كيميائي أمريكي
- توماس توخل لاعب ومدرب كرة قدم ألماني
- توماس تيلفورد مهندس أسكتلندي
- توما الكمبيسي قديس ألماني
- توما توماس سياسي شيوعي عراقي
- توماس ج سارجنت اقتصادي أمريكي
- توماس جين ممثل أمريكي
- توماس جيبسون ممثل ومخرج أمريكي
- توماس دي جيندت متسابق دراجات هوائية بلجيكي
- توماس دي توركيمادا راهب إسباني
- توماس دي ميزير سياسي ووزير ألماني
- توماس ده كايزر مهندس ومصور هولندي
- توماس ديكر ممثل أمريكي
- توماس دول لاعب ومدرب كرة قدم ألماني
- توماس ساس طبيب نفسي أمريكي مجري
- توماس سيدنهام طبيب إنجليزي
- توماس ستايتز كيميائي أمريكي
- توماس ستامفورد رافلز عالم ورحالة إنجليزي
- توماس سودهوف عالم أحياء أمريكي ألماني
- توماس ساي عالم أحياء أمريكي
- توماس ستافورد رائد فضاء وطيار أمريكي
- توماس سانجستر ممثل إنجليزي
- توماس ساعاتي رياضياتي أمريكي عراقي
- توماس سيمبسون رياضياتي بريطاني
- توماس سيمور فارس إنجليزي
- توماس ستيرنس اليوت شاعر وروائي إنجليزي
- توماس سورينسن لاعب كرة قدم دنماركي
- توماس شيلينغ اقتصادي أمريكي
- توماس شاترتون شاعر إنجليزي
- توماس شيراتون مصمم أثاث إنجليزي
- توماس شاف لاعب ومدرب كرة قدم ألماني
- توماس كون مفكر أمريكي
- توماس غينزبرة رسام إنجليزي
- توماس غوستافسون متزلج ثلوج سويدي
- توماس غريشام اقتصادي ورجل أعمال بريطاني
- توماس غرافيسن لاعب كرة قدم دنماركي
- توماس غاردنر لاعب كرة سلة أمريكي
- توماس فيرمايلين لاعب كرة قدم بلجيكي
- توماس فريدمان صحفي وكاتب أمريكي
- توماس ف. ويلسن ممثل وكوميدي أمريكي
- توماس فنتربيرغ مخرج دنماركي
- توماس فرنسيس بايارد سياسي ومحامي أمريكي
- توماس فيتكوس متسابق دراجات هوائية ليتواني
- توماس فيلالبا سياسي أورغواياني
- توماس فوكلر متسابق دراجات هوائية فرنسي
- توماس ليبتون رجل أعمال أسكتلندي
- توماس لينكه لاعب كرة قدم ألماني
- توماس ليندال عالم أحياء سويدي
- توماس لورنس رسام إنجليزي
- توماس لوثي متسابق دراجات نارية سويسري
- توماس لانس متسابق دراجات هوائية إنجليزي
- توماس موستر لاعب كرة مضرب نمساوي
- توماس مالتوس اقتصادي وسياسي إنجليزي
- توماس ميدغلي، الإبن مخترع وكيميائي أمريكي
- توماس مان روائي ألماني أمريكي
- توماس مور فيلسوف ومحامي إنجليزي
- توماس ماكدونل ممثل وموسيقي أمريكي
- توماس مورغان طبيب وعالم وراثة أمريكي
- توماس مونييه لاعب كرة قدم بلجيكي
- توماس مونتسر مصلح ديني ألماني
- توماس مورغينسترن متزلج ثلوج نمساوي
- توماس ماساريك سياسي وعالم اجتماع تشيكي
- توماس ماير لاعب كرة قدم نرويجي
- توماس مارشال سياسي ومحامي أمريكي
- توماس ميدلتون كاتب مسرحي إنجليزي
- توماس ميدلديتش ممثل كندي أمريكي
- توماس نيومان ملحن أمريكي
- توماس ناغل فيلسوف أمريكي
- توماس ناش روائي إنجليزي
- توماس نيوكمان مخترع ومهندس ميكانيكي إنجليزي
- توماس نول مهندس حواسيب أمريكي
- توماس نورث مترجم وضابط عسكري إنجليزي
- توماس هوبز رياضياتي وفيلسوف إنجليزي
- توماس هنري هكسلي عالم أحياء بريطاني
- توماس هاريس روائي أمريكي
- توماس هارفي طبيب أمريكي
- توماس هادن تشورتش ممثل أمريكي
- توماس هايد مستشرق ولغوي إنجليزي
- توماس هندريك إيلفس سياسي إستوني
- توماس هورليمان كاتب سويسري
- توماس هامربرغ سياسي سويدي
- توماس هاريوت فلكي ورياضياتي إنجليزي
- توماس هسلر لاعب كرة قدم ألماني
- توماس ويات شاعر إنجليزي
- توماس ولر عالم أحياء أمريكي
- توماس ويليس طبيب تشريح إنجليزي
- توماس يونغ فيزيائي إنجليزي
- توماس يوهان سيبك فيزيائي ألماني إستوني
- توماس يوهانسون لاعب كرة مضرب سويدي
- توماس يايي بوني سياسي بنيني